# Кондратов, Лев Александрович
Лев Александрович Кондратов — советский хозяйственный и политический деятель.

## Биография
Родился в 1927 году в станице Урюпинская Хопёрского уезда Сталинградской губернии. Член КПСС.
Окончил Московский техникум железнодорожного транспорта, Московский горный институт.
В 1953—1961 гг. — преподаватель училища механизации сельского хозяйства, механик участка, начальник подъемников Березниковского калийного комбината, заместитель главного механика, начальник солемельницы, заместитель начальника рудника, главный инженер Березниковского калийного комбината.
В 1961—1962 гг. — председатель Березниковского горисполкома.
В 1962—1968 гг. — первый секретарь Березниковского горкома КПСС.
В 1968—1973 гг. — первый заместитель начальника главного управления «Главзападуралстрой», секретарь Пермского обкома КПСС.
В 1973—1978 гг. — работник аппарата Министерства химической промышленности СССР.
Делегат XXIII съезда КПСС.
Умер в 1978 году в Москве.

## Награды
- Орден Трудового Красного Знамени (1965, 25.08.1971[2])